# Die flambierte Frau
Die flambierte Frau ist ein deutscher Spielfilm des Regisseurs Robert van Ackeren aus dem Jahr 1983. Die schwarze Komödie schildert die Entwicklung der Beziehung zwischen einer Domina und einem Callboy. Neben Gudrun Landgrebe wirken Mathieu Carrière und Hanns Zischler mit. Das Drehbuch basiert auf dem gleichnamigen Roman von Wolfgang Fienhold.

## Handlung
Die aus „besseren Kreisen“ stammende Eva bricht aus Langweile und Frustration aus ihrer Beziehung aus und trennt sich von ihrem Ehemann. Die Vorstellung, als Callgirl zu arbeiten, erscheint ihr sehr verlockend, daher erlernt sie mit Hilfe ihrer Freundin Yvonne die Grundzüge des Gewerbes und arbeitet schon bald mit einem erlesenen Kundenkreis. Nachdem sie durch Abneigung gegen die Rollenspielwünsche eines Kunden diesen dazu bringt, die Rollen zu tauschen, entdeckt Eva zunehmend die Welt des BDSM für sich und wird zu einer erfolgreichen Domina.
Im Umfeld ihrer Kolleginnen trifft sie Chris, in den sie sich verliebt. Er entpuppt sich als Gigolo, der seine Dienstleistungen sowohl Männern als auch Frauen anbietet. Sie zieht zu ihm in sein Penthouse, das groß genug ist, um beide weiterhin unabhängig voneinander ihren Geschäften nachgehen zu lassen.
Als Chris merkt, dass seine Freundin als Domina sehr erfolgreich ist, wird er zunehmend eifersüchtig und kann seine Abneigung gegen Evas sadomasochistische Dienstleistungen nicht überwinden, da er diese als bloße Missachtung und Erniedrigung der Kunden versteht. Eva wird im Gegenzug eifersüchtig auf Kurt, einen älteren Kunsthändler, der der langjährige Liebhaber von Chris ist. Chris und Kurt planen, ein exquisites Restaurant mit angeschlossener Galerie zu eröffnen.
Um seine Freundin endgültig für sich zu gewinnen, beginnt Chris, Eva Pelze zu schenken und von Kinderwunsch und Heirat zu sprechen. Evas dagegen versteht dagegen ihre Rolle als Femdom als Möglichkeit, ein hohes Einkommen zu erzielen ohne ihren Kunden sexuell gefügig sein zu müssen. Die Ambivalenz zwischen dem großen wirtschaftlichen Erfolg Evas und der von beiden in unterschiedlichem Maße angenommenen Amoralität sadomasochistischer Dienstleistungen als Einkommensquelle belastet das Paar zunehmend.
Die Situation eskaliert schließlich, als Eva ihrem Partner ihren Traum schildert, ihn zu unterwerfen und dabei zu schlagen. Chris verliert die Nerven und investiert in der Folge gegen den Willen Evas beider Vermögen in den Restaurantkauf, den Eva kategorisch ablehnt. Im Verlauf eines Streits verprügelt Chris Eva und steckt sie, nachdem er sie mit Alkohol übergossen hat, in Brand. Lichterloh brennend flieht sie aus der Wohnung. Der Film endet mit einer Szene, in der Eva zusammen mit ihrer Freundin Yvonne aus einer Bar geworfen wird, deren Eigentümer Chris ist; die beiden Frauen amüsieren sich über die Situation.

## Hintergrund
Gudrun Landgrebes Stimme ist im Film nicht zu hören. Sie wurde von Evelyn Maron synchronisiert.

## Kritiken
„Eine satirische schwarze Komödie, die verlogene bürgerliche Umgangsformen und den Mißbrauch von Gefühlen angreift. Ein großer Kassenerfolg des deutschen Kinos.“

„Van Ackeren zeigt Prostitution als akzeptable bürgerliche Karriere. Allerdings dürfte weniger sein häufig beschworener böser Blick auf liebgewonnene Konventionen der Bourgeoisie die Massen in die Kinos gelockt haben, als die schönen Bilder vom Milieu und die körperlichen Reize der Hauptdarsteller.“

„Die Kritik sprach euphorisch von einem ‚neuen Frauenbild der 80er Jahre‘, das Gudrun Landgrebe verkörpere: mit kühl-beherrschter Haltung und selbstbewusst-erotischer Ausstrahlung. Dieses Bild sollte sich in den Köpfen festsetzen und sie lange ‚verfolgen‘.“

## Auszeichnungen
Der Film wurde 1984 als deutscher Beitrag für den Oscar in der Kategorie Bester fremdsprachiger Film ausgewählt, erhielt aber keine Nominierung.